# Возный, Григорий Феофанович
Григорий Феофанович Возный (укр. Григорій Феофонович Возний; 5 мая 1922 год, село Ставидла, Кременчугская губерния — 13 сентября 1991 год, Пирятин, Полтавская область, Украина) — украинский коммунистический деятель, организатор сельскохозяйственного производства, первый секретарь Пирятинского райкома Компартии Украины, Украинская ССР. Герой Социалистического Труда (1976).

## Биография
Родился 5 мая 1922 года в крестьянской семье в селе Ставидла Кременчугской губернии. В 1937 году окончил начальную школу в родном селе. Среднее образование получил в школе № 16 в Кировограде. С 17-летнего возраста начал свою трудовую деятельность слесарем на кировоградском заводе «Красная звезда». В 1940 году поступил в двухлетнюю школу штурманов в Одессе, которая после начала Великой Отечественной войны была эвакуирована в Киргизскую ССР. После окончания обучения в 1942 году был направлен в 167-й запасной авиаполк. С 1943 года служил в звании младшего лейтенанта в 76-м штурмовом авиаполку и с 1944 года — в 618-м штурмовом авиационном полку (позднее — 618-й штурмовой Берлинский ордена Суворова авиационный полк) 197-й штурмовой авиационной дивизии 6-го штурмового авиационного корпуса. До марта 1945 года совершил 10 успешных боевых вылетов, за что был награждён 4 июня 1945 года Орденом Красного Знамени.
После демобилизации в 1948 году работал в аппарате Карловского райкома КПУ. С 1953 по 1959 год — секретарь Карловского райкома КПУ по Белуховской МТС, в 1959 году — второй секретарь Машевского райкома КПУ и председатель исполкома Машевского районного совета. С 1962 года — первый секретарь Пирятинского райкома КПУ. Находился на этой должности до выхода на пенсию в 1984 году.
В 1959 году окончил Высшую партийную школу при ЦК КПУ и в 1966 году — Берёзоворудский сельскохозяйственный техникум.
Руководил организацией сельскохозяйственного производства в Пирятинском районе. В 1976 году был удостоен звания Героя Социалистического Труда «за выдающиеся успехи, достигнутые во Всесоюзном социалистическом соревновании, проявленную трудовую доблесть в выполнении планов и социалистических обязательств по увеличению производства и продажи государству сельскохозяйственных продуктов в 1976 году».
Избирался делегатом XXV съезда КПСС.
В 1984 году вышел на пенсию по состоянию здоровья. Проживал в городе Пирятин, где скончался в 1991 году.

## Награды
- Герой Социалистического Труда — указом Президиума Верховного Совета СССР от 24 декабря 1976 года;
- Орден Ленина — дважды (1973, 1976);
- Орден Красного Знамени (4.06.1945);
- Орден «Знак Почёта» (1966);
- Орден Трудового Красного Знамени (1971);
- Орден Отечественной войны 2 степени (1985);
- Медаль «За освобождение Варшавы»;
- Медаль «За взятие Берлина»;
- Медаль «За победу над Германией в Великой Отечественной войне 1941—1945 гг.».